# Ivan VI di Russia
Ivan VI Romanov (in russo Иван VI Романов?), noto anche come Ioann Antonovič (in russo Иоанн Антонович?) (San Pietroburgo, 23 agosto 1740 – Šlissel'burg, 16 luglio 1764) è stato imperatore di Russia dal 1740 al 1741.

## Origine

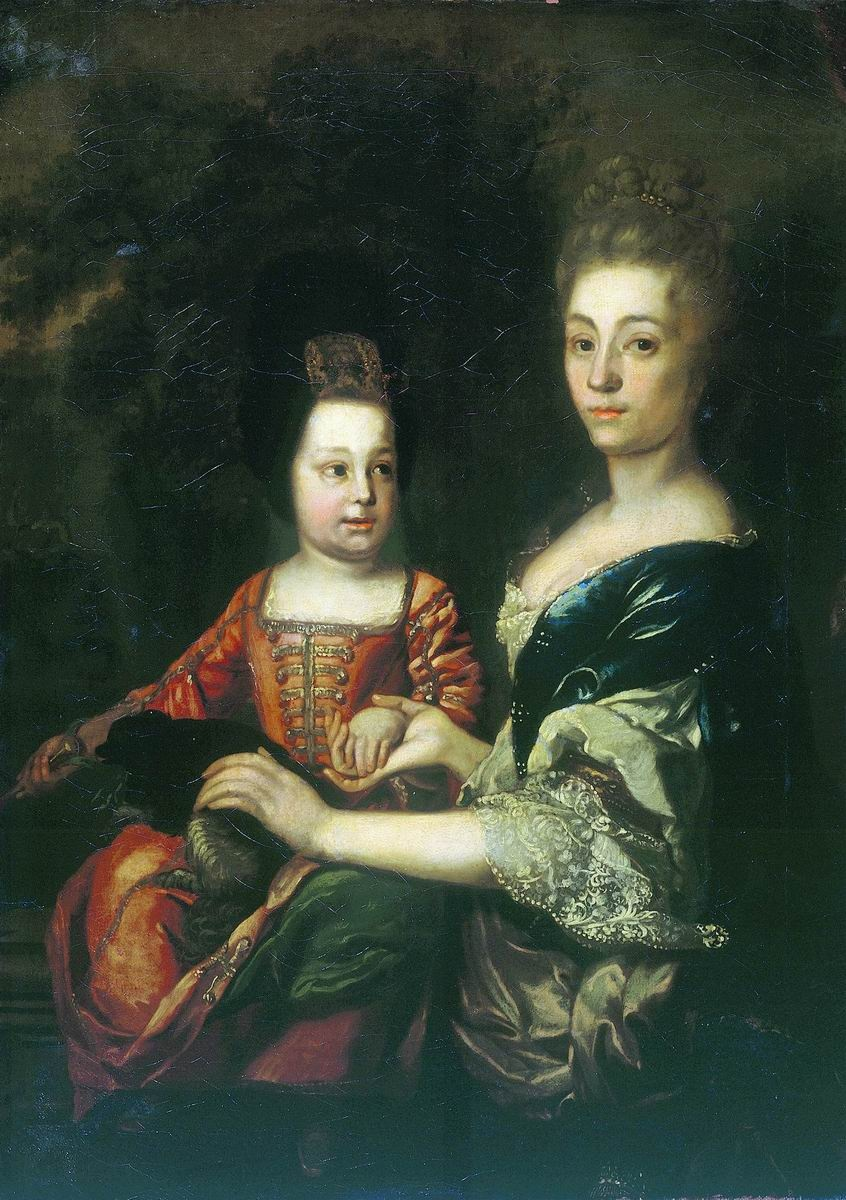

Nacque il 23 agosto 1740 (12 agosto nel calendario giuliano) a San Pietroburgo, imperatore di Russia dal 28 ottobre 1740 al 6 dicembre 1741, appartenente al ramo Brunswick-Mecklenburg dei Romanov. Figlio del duca Anton Ulrich di Brunswick-Lüneburg e della gran principessa Anna Leopol'dovna, pronipote di Ivan V.

## Ascesa
Il 5 ottobre 1740, l’imperatrice Anna I dichiarò pubblicamente il neonato Ivan come suo erede e ordinò che fosse trattato come successore designato. Alla sua morte, il 28 ottobre, Ivan VI fu riconosciuto ufficialmente come imperatore di Russia. Il governo fu retto da un reggente, inizialmente Ernst Johann von Biron.

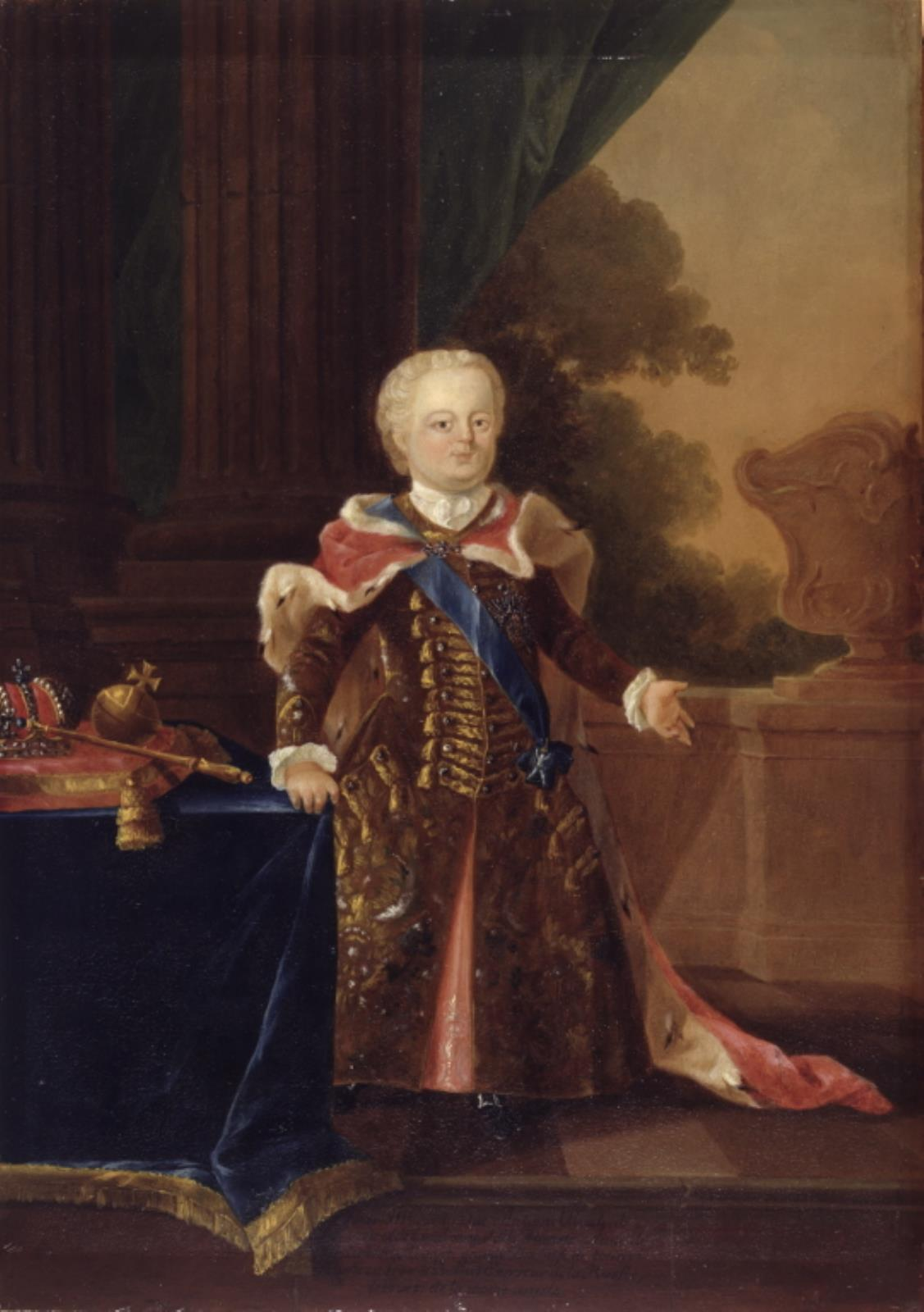

Dopo la deposizione del primo reggente, Ernst Johann von Biron, la reggenza passò a sua madre, Anna Leopol'dovna, che governò formalmente dal 19 novembre 1740 fino al dicembre 1741. Il suo governo fu caratterizzato da una forte influenza del partito ostermiano, da scelte impopolari e da una crescente opposizione tra l’aristocrazia russa, che preparò il terreno al colpo di Stato di Elizaveta I.

## Šlissel'burg
Ivan VI visse per anni senza conoscere appieno la propria identità o il proprio passato. Il 5 luglio 1764 (16 luglio secondo il calendario gregoriano), un ufficiale di nome Vasilij Mirovič tentò di liberarlo dalla fortezza di Šlissel'burg, con l’intenzione di restaurarlo sul trono. Tuttavia, i due ufficiali incaricati della sua custodia, Aleksej Čekin e Ivan Tret'jakov, eseguirono l’ordine segreto impartito da Ekaterina II: Ivan VI fu ucciso nella sua cella prima che Mirovič potesse raggiungerlo. Aveva appena 23 anni.

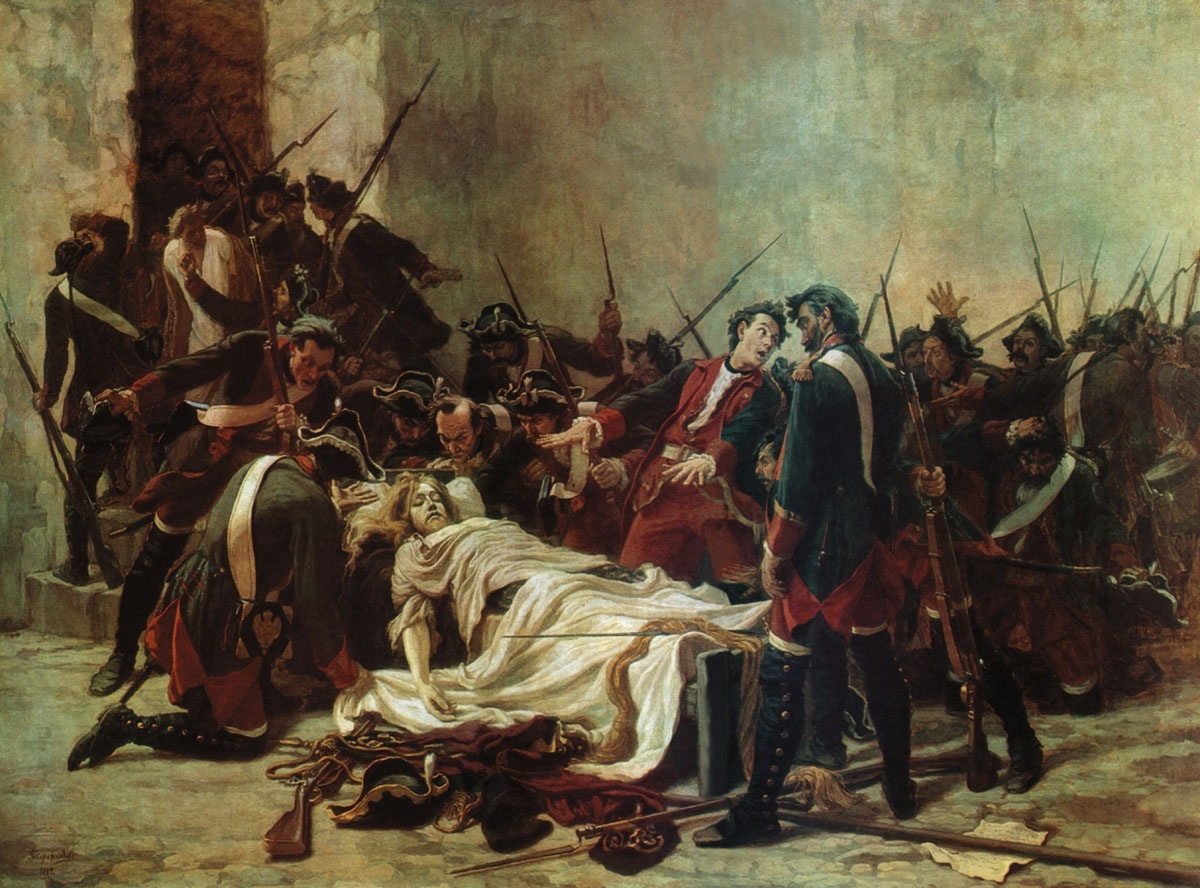

## Damnatio memoriae
Ivan VI fu a lungo cancellato dalla memoria storica ufficiale, ma nel XIX secolo emersero testimonianze sulla sua prigionia e tragica fine. Storici e studiosi lo hanno spesso accostato a Louis XVII, anch’egli erede al trono privato della libertà e cresciuto in isolamento, diventando entrambi simboli delle conseguenze tragiche delle lotte dinastiche e della repressione politica.

## Albero genealogico
|                                                    |                          |                                           | Genitori                                                     |  |  | Nonni |  |  | Bisnonni                                                 |  |  | Trisnonni           |  |
|                                                    |                          |                                           |                                                              |  |  |       |  |  | Ferdinand Albrecht I. (Braunschweig-Wolfenbüttel-Bevern) |  |  | August dem Jüngeren |  |
|                                                    |                          |                                           |                                                              |  |  |       |  |  | Ferdinand Albrecht I. (Braunschweig-Wolfenbüttel-Bevern) |  |  | August dem Jüngeren |  |
|                                                    |                          | Elisabeth Sophie von Mecklenburg-Güstrow  |                                                              |  |  |       |  |  | Ferdinand Albrecht I. (Braunschweig-Wolfenbüttel-Bevern) |  |  |                     |  |
| Ferdinand Albrecht II. (Braunschweig-Wolfenbüttel) |                          |                                           |                                                              |  |  |       |  |  | Ferdinand Albrecht I. (Braunschweig-Wolfenbüttel-Bevern) |  |  |                     |  |
|                                                    |                          | Christine von Hessen-Eschwege             | Friedrich (Hessen-Eschwege)                                  |  |  |       |  |  |                                                          |  |  |                     |  |
|                                                    |                          | Christine von Hessen-Eschwege             | Friedrich (Hessen-Eschwege)                                  |  |  |       |  |  |                                                          |  |  |                     |  |
|                                                    |                          | Christine von Hessen-Eschwege             | Eleonora Caterina del Palatinato-Zweibrücken-Kleeburg        |  |  |       |  |  |                                                          |  |  |                     |  |
| Anton Ulrich von Braunschweig-Wolfenbüttel         |                          | Christine von Hessen-Eschwege             |                                                              |  |  |       |  |  |                                                          |  |  |                     |  |
|                                                    |                          | Ludwig Rudolf (Braunschweig-Wolfenbüttel) | Anton Ulrich von Braunschweig-Wolfenbüttel                   |  |  |       |  |  |                                                          |  |  |                     |  |
|                                                    |                          | Ludwig Rudolf (Braunschweig-Wolfenbüttel) | Anton Ulrich von Braunschweig-Wolfenbüttel                   |  |  |       |  |  |                                                          |  |  |                     |  |
|                                                    |                          | Ludwig Rudolf (Braunschweig-Wolfenbüttel) | Elisabetta Giuliana di Schleswig-Holstein-Sonderburg-Norburg |  |  |       |  |  |                                                          |  |  |                     |  |
| Antoinette Amalie von Braunschweig-Wolfenbüttel    |                          | Ludwig Rudolf (Braunschweig-Wolfenbüttel) |                                                              |  |  |       |  |  |                                                          |  |  |                     |  |
|                                                    |                          | Christine Luise von Oettingen-Oettingen   | Albrecht Ernst I. (Oettingen-Oettingen)                      |  |  |       |  |  |                                                          |  |  |                     |  |
|                                                    |                          | Christine Luise von Oettingen-Oettingen   | Albrecht Ernst I. (Oettingen-Oettingen)                      |  |  |       |  |  |                                                          |  |  |                     |  |
|                                                    |                          | Christine Luise von Oettingen-Oettingen   | Christine Friederike von Württemberg                         |  |  |       |  |  |                                                          |  |  |                     |  |
| Ivan VI                                            |                          | Christine Luise von Oettingen-Oettingen   |                                                              |  |  |       |  |  |                                                          |  |  |                     |  |
|                                                    | Friedrich zu Mecklenburg | Adolf Friedrich I. (Mecklenburg)          |                                                              |  |  |       |  |  |                                                          |  |  |                     |  |
|                                                    | Friedrich zu Mecklenburg | Adolf Friedrich I. (Mecklenburg)          |                                                              |  |  |       |  |  |                                                          |  |  |                     |  |
|                                                    | Friedrich zu Mecklenburg | Marie-Catherine von Brunswick-Dannenberg  |                                                              |  |  |       |  |  |                                                          |  |  |                     |  |
| Karl Leopold (Mecklenburg)                         | Friedrich zu Mecklenburg |                                           |                                                              |  |  |       |  |  |                                                          |  |  |                     |  |
|                                                    |                          | Christine Wilhelmine von Hessen-Homburg   | Wilhelm Christoph (Hessen-Homburg)                           |  |  |       |  |  |                                                          |  |  |                     |  |
|                                                    |                          | Christine Wilhelmine von Hessen-Homburg   | Wilhelm Christoph (Hessen-Homburg)                           |  |  |       |  |  |                                                          |  |  |                     |  |
|                                                    |                          | Christine Wilhelmine von Hessen-Homburg   | Sophie Eleonore von Hessen-Darmstadt                         |  |  |       |  |  |                                                          |  |  |                     |  |
| Anna Leopol'dovna                                  |                          | Christine Wilhelmine von Hessen-Homburg   |                                                              |  |  |       |  |  |                                                          |  |  |                     |  |
|                                                    |                          | Ivan V                                    | Aleksej I                                                    |  |  |       |  |  |                                                          |  |  |                     |  |
|                                                    |                          | Ivan V                                    | Aleksej I                                                    |  |  |       |  |  |                                                          |  |  |                     |  |
|                                                    |                          | Ivan V                                    | Marija Il'inična Miloslavskaja                               |  |  |       |  |  |                                                          |  |  |                     |  |
| Ekaterina Ivanovna                                 |                          | Ivan V                                    |                                                              |  |  |       |  |  |                                                          |  |  |                     |  |
|                                                    |                          | Praskov'ja Fëdorovna Saltykova            | Fëdor Petrovič Saltykov                                      |  |  |       |  |  |                                                          |  |  |                     |  |
|                                                    |                          | Praskov'ja Fëdorovna Saltykova            | Fëdor Petrovič Saltykov                                      |  |  |       |  |  |                                                          |  |  |                     |  |
|                                                    |                          | Praskov'ja Fëdorovna Saltykova            | Anna Mikhajlovna Tatiščeva                                   |  |  |       |  |  |                                                          |  |  |                     |  |
|                                                    |                          | Praskov'ja Fëdorovna Saltykova            |                                                              |  |  |       |  |  |                                                          |  |  |                     |  |